# 安平靈濟殿
22°59′55.22″N 120°9′54.34″E / 22.9986722°N 120.1650944°E

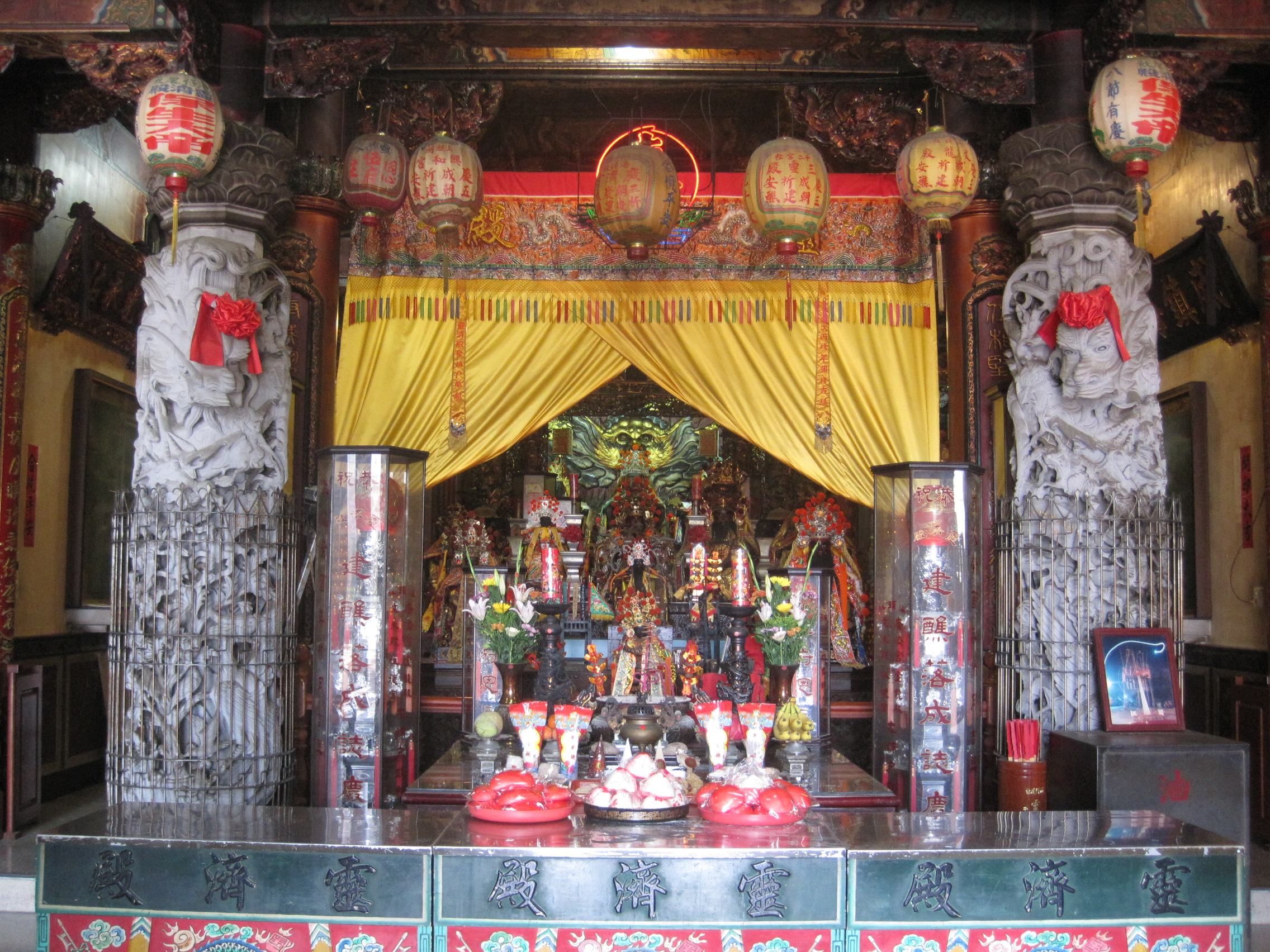
安平靈濟殿正殿

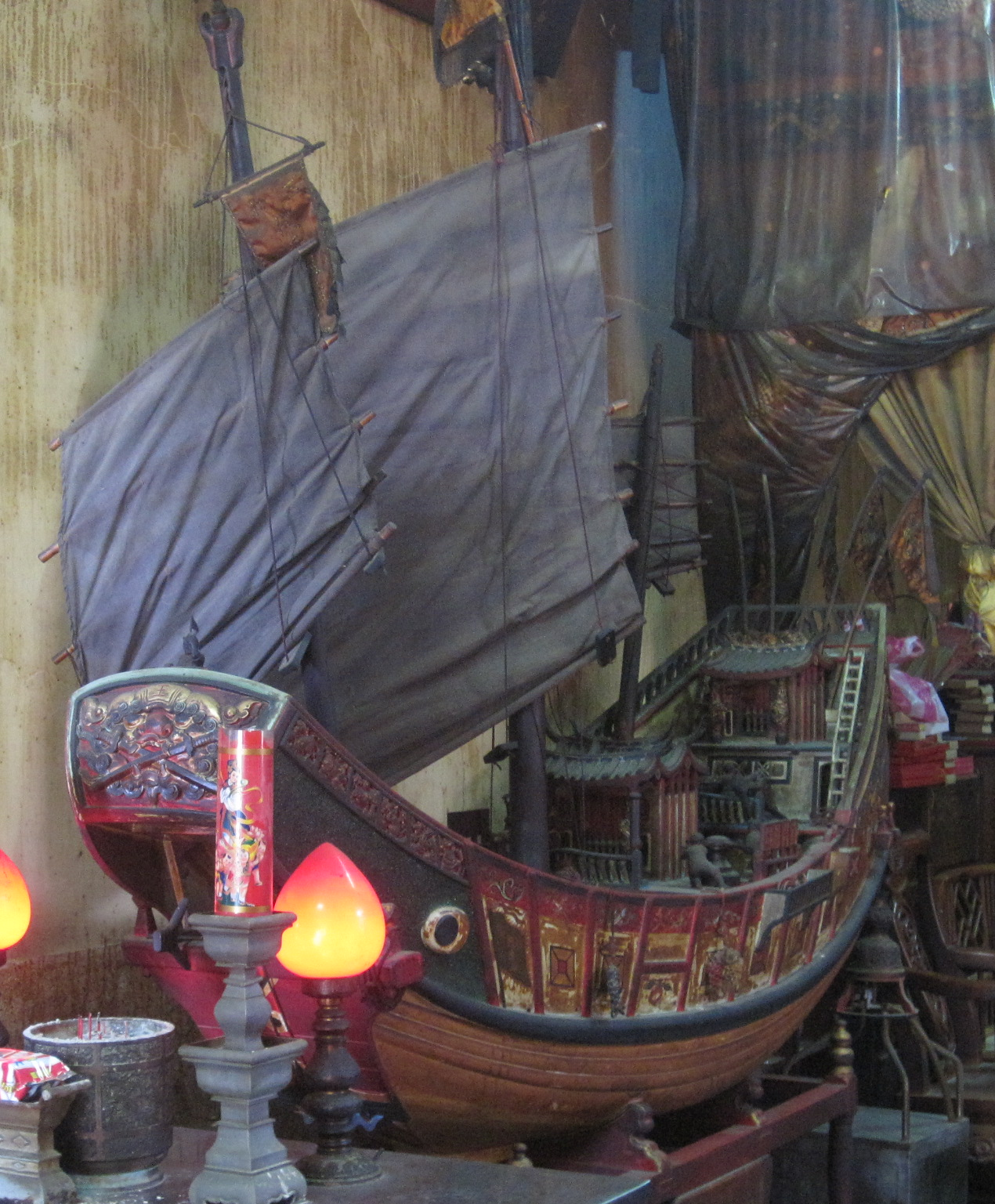
伍府二恩主王船「通恩號」

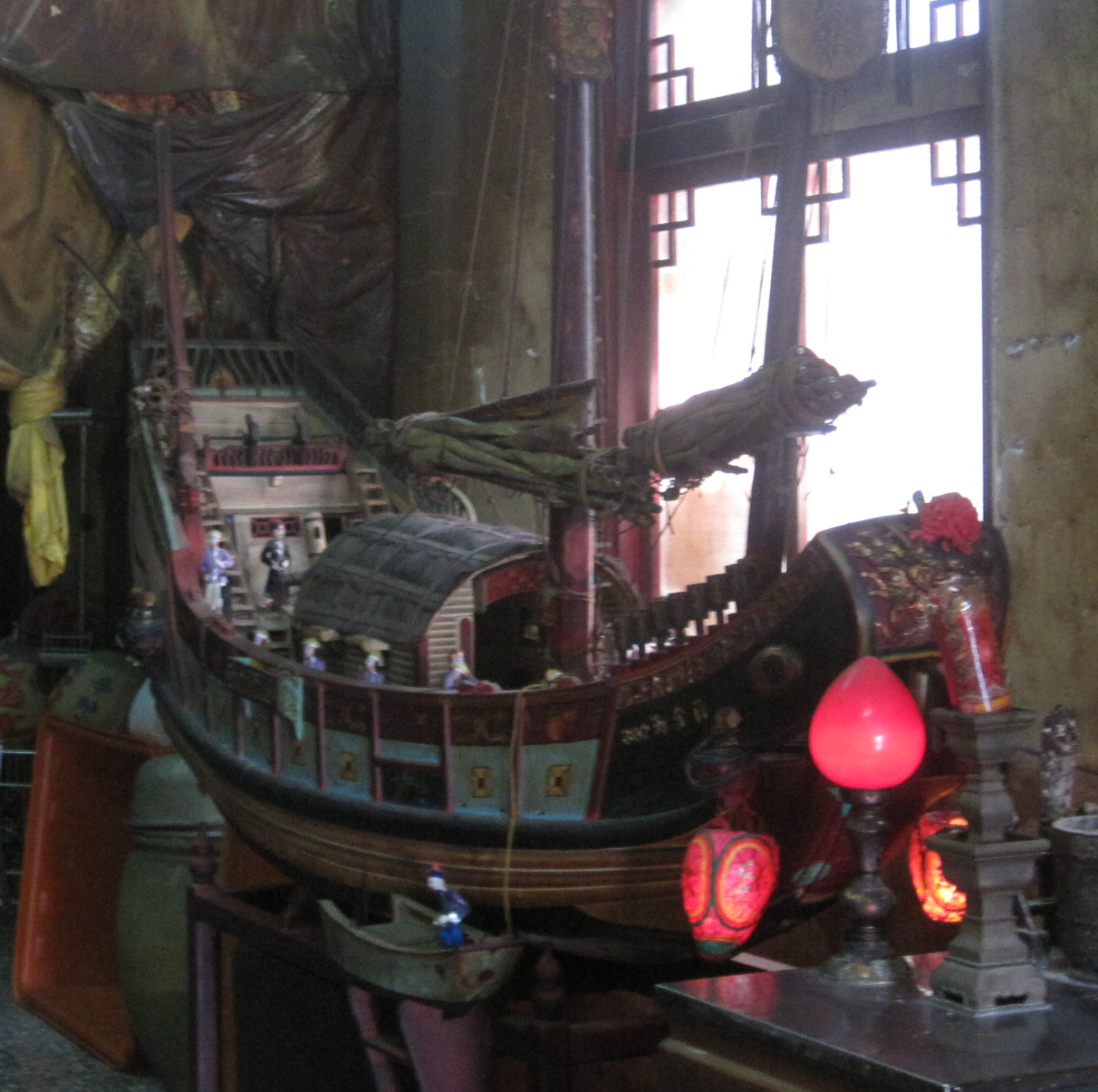
薛周曾三位大帝王船「薛金海號」

安平靈濟殿位於臺灣臺南市安平區，是港仔尾社的角頭廟（境主廟）。該廟原稱仙史宮，因為與保生大帝、玄天上帝合祀，乃取「總制安『靈』王」伍府恩主公之「靈」字與保生大帝「慈『濟』宮」、玄天上帝「北極『殿』」合成今之廟名。廟中有王船「通恩號」與「薛金海號」，分別屬於伍府恩主公與代天巡狩薛、周、曾三位大帝。此外「薛金海號」的舟棚是用茅草搭成，有別於一般王船。
該廟每年農曆七月九日舉辦的「孤棚祭」，是臺南地區少見的中元普渡活動。而該廟還有「海上會香」的特殊活動。

## 沿革
港仔尾社仙史宮據說建於康熙五十七年（1718年），分靈自澎湖望安仙史宮。據說是因為在永曆卅三年（1679年）左右，有漁民出海捕魚遇到大風浪，危急之時看到寫著「伍府恩主」的明燈，循著燈光前進後平安抵達澎湖望安。漁民為了感謝神明顯靈相救，遂分香火回安平塑金身供奉。
安平慈濟宮則據說建於永曆廿五年（1671）左右，蔣毓英《臺灣府志》（1687年）有記載此廟。該廟一說是在康熙五十七年（1718年）拆廟重建，與伍府恩主公合祀，另一說則是在在日大正十一年（1922年）開闢臺南運河而拆除。囝仔宮社北極殿則據說是在日治時期因為開闢馬路而拆除。由於增祀了保生大帝與玄天上帝，命名遂改成靈濟殿。此外安平水仙宮的水仙禹王也在水仙宮被拆除後供奉於此。

## 祀神
正殿神龕內：伍府大恩主公、保生大帝、伍府二恩主
正殿神龕前：玄天上帝（分為大帝、二帝、三帝、四帝、五帝）
神龕前案桌：無量壽佛（玄天上帝）、吏部天官薛府大帝、蚋府三元帥、方府大帝、伍府三恩主、蘇府二千歲、泉州何府千歲、曾府大帝、傅府大帝、胡府大帝、胡府千歲、黃府元帥等
拜殿案桌：中壇元帥、五營神將、下壇將軍
龍邊神龕：水仙禹帝
虎邊神龕：福德正神、斳仙姑、佈政司爺、七星娘娘、註生娘娘、月老星君
側室：都天聖君法主公、代天巡狩薛周曾三位大帝王船「薛金海號」、伍府二恩主王船「通恩號」、何府千歲王船。

## 宗教活動

### 孤棚祭
每年農曆七月七日「做十六歲」後，七月九日便是靈濟殿舉行孤棚祭的日子。孤棚祭的由來，據說是在咸豐二年（1852年）有個港仔尾人名叫陳柱，是碼頭工人，因故與人發生衝突，失手將對方打死。陳柱被捕入獄後，港仔尾社居民為挽救其生命四處奔走、求神，數月之後，陳柱意外獲釋，當地居民認為乃是神明與老大公庇佑，決定在七月初九搭起高大孤棚來普度更多孤魂。
靈濟殿的孤棚與頭城、恆春不同，並不會進行「搶孤」。孤棚是用5個大木柱撐起，高約45公尺。棚架上除了信徒的「篙串」，四個角落會綁上廟方的空心菜篙串並懸掛一隻豬。此外孤棚香案桌前會有一條白布延伸到運河之中，讓水中的孤魂可以藉此上岸。孤棚底下則有沐浴亭供其梳洗。
儀式是由「德和道壇」與「人和街道壇」輪流負責，通常是從晚上7點開始。過程可分成請神、請孤、巡筵、開普、登座說法化食、送孤化紙等步驟。到了晚上11點15分過後，廟方主委擲筊確認普渡圓滿後，才會進行送孤化紙，完成整個儀式。

### 海上會香
過去高雄林園一帶的漁民經常到安平外海捕魚，因而常到安平的廟宇祭拜祈求平安。而據說在光緒十二年（1886年）左右，安平靈濟殿的何府千歲與安平天后宮的媽祖被分靈到林園供奉，分別建了靈帝殿與鳳芸宮。二次大戰後，開始逐漸形成「海上會香」的活動，並大約在1950年代從不定期演變成四年一科。2009年時擴大規模，2013年5月1日時林園鳳芸宮動員40艘漁船攜帶36座神轎前往安平。
這項活動會在媽祖誕辰前舉辦，林園鳳芸宮、靈帝殿與境內友廟之神轎會搭漁船到安平外海，靈濟宮也會派出神轎搭乘漁船到安平外海迎接。2013年的活動，雙方的船隻在安平外海會合後，自安平漁港登陸，然後轎班隊伍先後前往靈濟殿與天后宮會香。